# 拉合爾博物館
拉合爾博物館（字面意思為“拉合爾奇觀屋”）是位於巴基斯坦拉合爾的博物館。拉合爾博物館成立於1865年，並於1894年遷至現址。拉合爾博物館是巴基斯坦最大的博物館，也是參觀人數最多的博物館之一。目前的博物館建築由著名建築師甘加·拉姆設計，為印度撒拉遜復興建築風格。
該博物館收藏了大量來自古代印度-希臘和健馱邏國的佛教藝術品。它還擁有來自印度莫臥兒帝國、錫克帝國和大英帝國的藏品。

### 文獻
- Whitehead, Richard Bertram. . The Panjab Government at The Clarendon Press, Oxford. 1914.
- Whitehead, Richard Bertram. . The Panjab Government at The Clarendon Press, Oxford. 1914.

## 外部連結
- 官方網站 （页面存档备份，存于）
- 官方臉書專頁
- 官方推特頁面 （页面存档备份，存于）
- 拉合爾博物館 （页面存档备份，存于） 於Google Cultural Institute